# Айастан (газета, Тифлис)
«Айастан» (арм. Հայաստան — «Армения») — армянская патриотическая ежедневная газета, выходившая в Тифлисе в 1917—1918 годах. Издавалась генералом Андраником при помощи Левона Тутунджяна и Ваана Тотовенца.

## Цели и задачи издания
Главными целями издания газеты объявлялись защита прав беженцев из Западной Армении, преследование армянского вопроса.
Основными задачами газеты объявлялись:
- Консолидировать западное армянство для восстановления Родины,
- способствовать тому, чтобы западные армяне взяли в свои руки общественно-политическое руководство страной,
- собирать материалы для демонстрации и пропаганды перед мировым сообществом бедственного положения Западной Армении,
- широко предоставить страницы газеты западным армянам, без каких-либо ограничений,
- пропагандировать западноармянский язык и литературу,
- организация связи с армянскими беженцами и ознакомление с положением западных армян.

Утверждалось, что:
- «„Айастан“ не принадлежит какой-либо партии или течению, газета представляет западную часть армянского народа как отдельное течение, тем самым закладывая основу совместной деятельности всех западноармянских общественно-политических организаций»,
- «Газета „Айастан“ выступает в час неслыханных мук нашей Родины и взывает ко всем, кто, позабыв всякие политические верования, думает о созидании национального освобождения армян, будь они западными армянами, иль будь они восточными».